# Єгінсу (Урджарський район)
Єгінсу́ (каз. Егінсу) — село у складі Урджарського району Абайської області Казахстану. Адміністративний центр Єгінсуського сільського округу.
Населення — 573 особи (2021; 770 у 2009, 1042 у 1999, 1032 у 1989).
Національний склад станом на 1989 рік:
- казахи — 100 %